# Manny Pacquiao
Emmanuel «Manny» Dapidran Pacquiao (Kibawe, Mindanao, 17 de desembre de 1978) és un púgil professional i polític filipí. És el primer boxador que aconsegueix guanyar vuit títols mundials en una mateixa categoria, del total de deu que posseeix, i el primer campió que ho és en quatre pesos diferents.
A part de la boxa, Pacquiao ha fet d'actor, cantant i polític. El maig de 2010, Pacquiao fou elegit diputat per la província de Sarangani (Mindanao).
El setembre del 2021, Manny Pacquiao va anunciar la seva candidatura a les eleccions presidencials del 2022.